# Berbera
Berbera er en by i den nordvestlige del af Somalia, med et indbyggertal på cirka 263.000. Byen ligger ved landets kyst til Adenbugten, i den autonome republik Somaliland.